# 高田治忠
高田 治忠（たかだ はるただ）は、安土桃山時代の武将、大名。豊臣氏の家臣。

## 略歴
近江国の出身。はじめ羽柴秀勝に仕え、天正10年（1582年）の山崎の戦いに従軍し、翌天正11年（1583年）の伊勢国桑名郡矢田山における羽柴秀吉と滝川一益との合戦では渡辺了とともに奮戦した。
秀勝の死後は秀吉の直臣となり、文禄2年（1593年）の朝鮮出兵では晋州城攻防戦に参戦した。
慶長3年（1598年）に秀吉が死去した際には遺物盛光の刀を受領。また、当時丹波国何鹿郡上林にて1万石を領していた。
慶長5年（1600年）の関ヶ原の戦いでは西軍に属し、人質流出を防ぐべく藤掛永勝とともに大坂高麗橋を守備、その後、田辺城の戦いに参陣したため、戦後に改易となった。